# Sakon Yamamoto
Sakon Yamamoto (Toyohashi, 9 de julho de 1982) é um piloto japonês de automobilismo.

## Carreira
Começou a correr no kart, ainda na adolescência. Em 2001, foi para a Fórmula Nippon. Em 2002, correu no certame alemão e, em 2003, no europeu da categoria. Em 2004, voltou ao Japão para correr de novo a Fórmula Nippon e a Super GT, onde venceu o GP de Motegi. Permaneceu por lá até 2005.

## Fórmula 1
Ainda em 2005, chegou a Fórmula 1, onde foi contratado para ser terceiro piloto da equipe Jordan, que fazia sua despedida da categoria. Participou do Grande Prêmio do Japão nos treinos livres e mostrou um bom potencial, sendo mais rápido que os pilotos titulares da equipe na ocasião, Narain Karthikeyan e Tiago Monteiro.
Em 2006, Yamamoto assinou contrato para ser terceiro piloto da Super Aguri no Grande Prêmio da Grã-Bretanha. Satisfez a equipe e já na corrida seguinte, o Grande Prêmio da Europa, assumiu a vaga de piloto principal, que pertencia antes ao francês Franck Montagny.
No ano seguinte, foi confirmado para correr na Spyker, substituindo o neerlandês Christijan Albers, demitido após o Grande Prêmio da Grã-Bretanha (Markus Winkelhock disputara o Grande Prêmio da Europa como tapa-buraco). Seu desempenho em treinos foi sofrível, tendo como melhor resultado apenas um 20º lugar no Grande Prêmio da Turquia. Já o melhor desempenho de Yamamoto em corridas foi um 12º lugar no Grande Prêmio realizado em seu país.

### Renault: 2008-2009
Em 2008, Sakon permaneceu na Fórmula 1, onde foi contratado para ser piloto de testes da Renault. Ao contrário dos outros test-drivers (Lucas Di Grassi e Romain Grosjean), o japonês só pilotaria o carro apenas em exibições públicas.

### Hispania Racing
No mês de abril de 2010, foi anunciada a contratação de Sakon como piloto de testes da equipe estreante Hispania. O piloto japonês substituiu Bruno Senna no Grande Prêmio da Grã-Bretanha e Karun Chandhok, até o Grande Prêmio do Brasil (ficou de fora da etapa de Singapura, onde o titular foi o austríaco Christian Klien). Assim como nas épocas de Aguri e Spyker, o desempenho em treinos foi fraco, tendo como melhor resultado o 21º posto na etapa da Bélgica, enquanto que sua melhor posição de chegada foi um 15º lugar, no Grande Prêmio da Coreia do Sul. Após esta etapa, Klien reassumiu a vaga.

## Virgin Racing
Em 2011, foi contratado para ser piloto de testes da Virgin Racing, onde ficou apenas para as três etapas iniciais do campeonato.

## Galeria de imagens

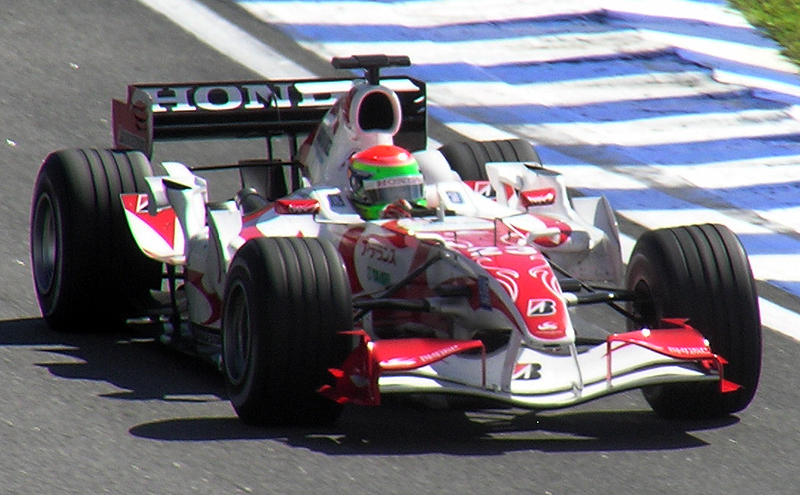
Yamamoto pilota o SA06 da Super Aguri no Grande Prêmio do Brasil de 2006, onde fez a sétima volta mais rápida.
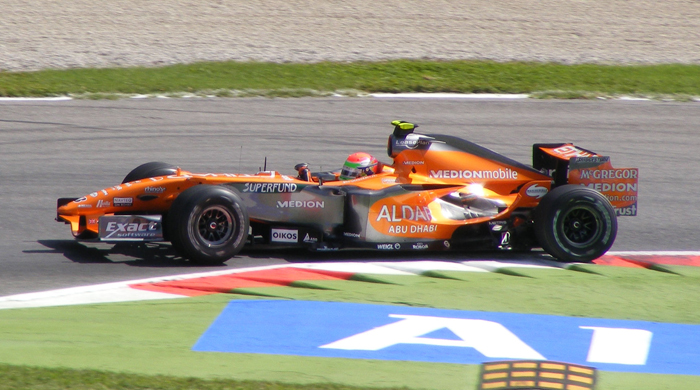
Pilotando o carro da Spyker no Grande Prêmio da Itália de 2007.
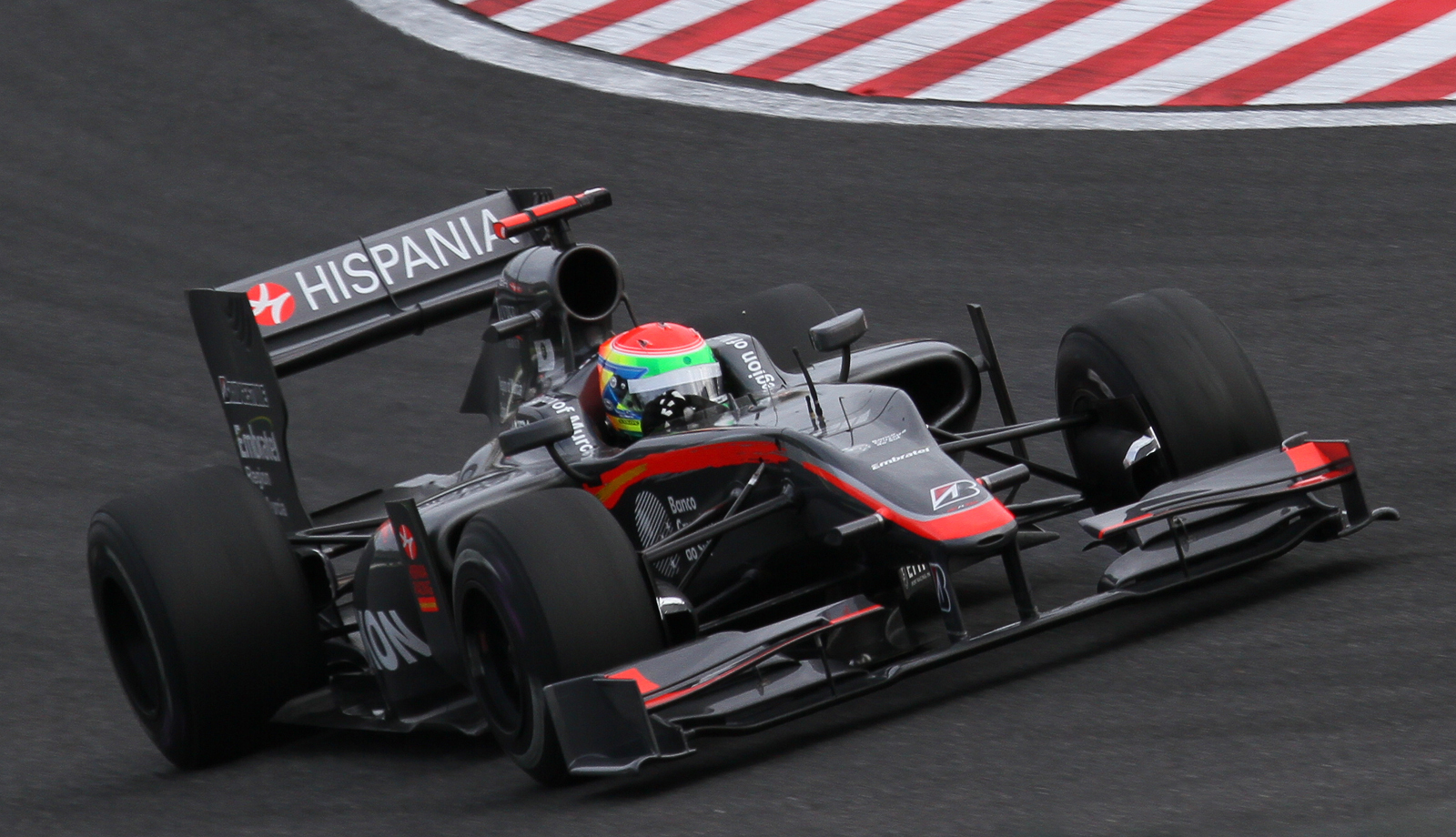
Durante o segundo treino livre no Grande Prêmio do Japão de 2010.

## Resultados

### Fórmula 1
| Ano  | Equipe                      | Chassi           | Motor                  | 1   | 2   | 3   | 4   | 5   | 6   | 7      | 8      | 9      | 10     | 11      | 12      | 13      | 14      | 15      | 16     | 17      | 18     | 19  | Classificação | Pontos |
| ---- | --------------------------- | ---------------- | ---------------------- | --- | --- | --- | --- | --- | --- | ------ | ------ | ------ | ------ | ------- | ------- | ------- | ------- | ------- | ------ | ------- | ------ | --- | ------------- | ------ |
| 2005 | Jordan Grand Prix           | Jordan EJ15B     | Toyota RVX-05 3.0 V10  | AUS | MAL | BAR | SMR | ESP | MON | EUR    | CAN    | EUA    | FRA    | GBR     | ALE     | HUN     | TUR     | ITA     | BEL    | BRA     | JAP TD | CHN | -             | -      |
| 2006 | Super Aguri F1 Team         | Super Aguri SA05 | Honda RA806E 2.4 V8    | BAR | MAL | AUS | SMR | EUR | ESP | MON    | GBR TD | CAN TD | EUA TD | FRA TD  |         |         |         |         |        |         |        |     | 26°           | 0      |
| 2006 | Super Aguri F1 Team         | Super Aguri SA06 | Honda RA806E 2.4 V8    |     |     |     |     |     |     |        |        |        |        |         | ALE Ret | HUN Ret | TUR Ret | ITA Ret | CHN 16 | JAP 17  | BRA 16 |     | 26°           | 0      |
| 2007 | Etihad Aldar Spyker F1 Team | Spyker F8-VII    | Ferrari 056H 2.4 V8    | AUS | MAL | BAR | ESP | MON | CAN | EUA    | FRA    | GBR    | EUR    | HUN Ret | TUR 20  |         |         |         |        |         |        |     | 24°           | 0      |
| 2007 | Etihad Aldar Spyker F1 Team | Spyker F8-VIIB   | Ferrari 056H 2.4 V8    |     |     |     |     |     |     |        |        |        |        |         |         | ITA 20  | BEL 17  | JAP 12  | CHN 17 | BRA Ret |        |     | 24°           | 0      |
| 2010 | HRT F1 Team                 | Hispania F110    | Cosworth CA2010 2.4 V8 | BAR | AUS | MAL | CHN | ESP | MON | TUR AT | CAN    | EUR    | GBR 20 | ALE Ret | HUN 19  | BEL 20  | ITA 19  | SIN     | JAP 16 | COR 15  | BRA    | ABU | 26°           | 0      |